# عبد الله السويدي
عبد الله السويدي (مواليد 8 مايو 1999)، لاعب كرة قدم إماراتي يجيد اللعب كمهاجم.

## مسيرة اللاعب
لعب في نادي الشارقة ونادي عجمان.